# Pothyne elongatula
Pothyne elongatula là một loài bọ cánh cứng trong họ Cerambycidae.